# Аликов, Валерий Никандрович
Валерий Никандрович Аликов (псевд. Валери Микор, 1 января 1960, Новая Слобода, Марийская АССР — 11 сентября 2016, Хельсинки) — марийский поэт, критик, переводчик, журналист, общественный деятель. Писал на горномарийском языке.
Энтузиаст и популяризатор горномарийского языка и культуры, других финно-угорских культур.
Основатель и активист раздела Википедии на горномарийском языке.

## Биография
Валерий Аликов родился в селе Новая Слобода Горномарийского района.
Не получив поддержки на родине, с 1991 года жил и работал в Финляндии.
В 1995—2007 годы выпустил пять номеров литературного журнала «Tsikmӓ», который назвал в честь столицы своего района Tsikmӓ (Цикмӓ или Козьмодемьянск).
Издал книгу стихов «Шӓла тигрвлӓн мӱлӓндӹлӓн» (1999) и сборник рассказов «Пӧрт Шур сирӹштӹ» (2004).
Переводил на горномарийский язык стихи с английского, немецкого, коми, русского, удмуртского, финского, эстонского и французского языков.
Умер 11 сентября 2016 года после тяжёлой болезни (рак лёгких).